# Ad Wolgast
Adolphus Wolgast (Cadillac, 8 febbraio 1888 – Camarillo, 14 aprile 1955) è stato un pugile statunitense.
La International Boxing Hall of Fame lo ha riconosciuto fra i più grandi pugili di ogni tempo.

## Gli inizi
Divenne professionista nel 1906 e divenne cintura mondiale dei pesi leggeri nel 1910 contro Battling Nelson dopo 40 round di combattimento.

## La carriera
Divenuto campione del mondo dei pesi leggeri sconfiggendo Battling Nelson, perse il titolo nel 1912 contro Willie Ritchie.
In seguito fu colpito, ancora giovanissimo, da disordini mentali, al punto di essere dichiarato, nel 1917, incapace di intendere e volere.
Nel 1918 fu ricoverato in una casa di cura e, alla fine di quell'anno, fu dichiarato guarito e combatté alcuni altri incontri.
Nel 1927 fu ricoverato in manicomio, dove subì le percosse di alcune guardie che avevano sentito dire che da giovane era un duro.
Morì nel 1955 a causa di complicazioni cardiache.